# 努瓦扬和阿科南
努瓦扬和阿科南（法語：Noyant-et-Aconin，法語發音：[nwajɑ̃ e akɔnɛ̃]）是法国上法蘭西大區埃纳省的一个旧市镇，属于苏瓦松区。2023年1月1日，努瓦扬和阿科南与市镇贝尔济勒塞克合并为新市镇贝尔努瓦堡，努瓦扬和阿科南为新市镇行政中心。

## 地理
努瓦扬和阿科南（49°19'56"N, 3°20'3"E）面积4.6 平方千米，位于法国上法蘭西大區埃纳省，该省份为法国北部内陆省份，北起北部省，西接索姆省和瓦兹省，东临阿登省和马恩省，西南至塞纳-马恩省，东北部与比利时接壤。
与努瓦扬和阿科南接壤的市镇（或旧市镇、城区）包括：贝勒、贝尔济勒塞克、比藏西、库尔梅勒、克里斯河畔罗济耶尔、塞蒙、维勒蒙图瓦尔。
努瓦扬和阿科南的时区为UTC+01:00、UTC+02:00（夏令时）。

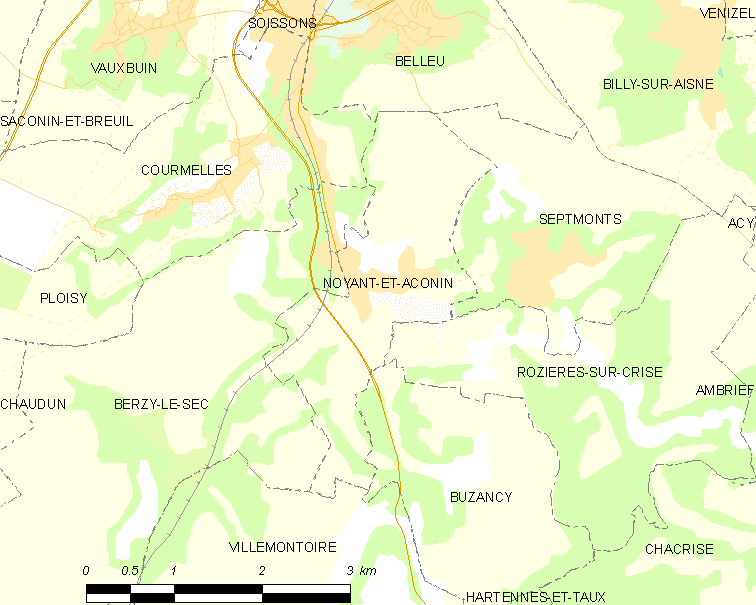
努瓦扬和阿科南的OSM定位图

## 行政
努瓦扬和阿科南的邮政编码为02200，INSEE市镇编码为02564。

## 政治
努瓦扬和阿科南所属的省级选区为苏瓦松第二县。

## 人口

1962-2008年间努瓦扬和阿科南人口变化图示

努瓦扬和阿科南于2019年1月1日时的人口数量为495人。